# Samuel Ward (Hockeyspieler)
Samuel „Sam“ Ian Ward (* 24. Dezember 1990 in Leicester) ist ein britischer Hockeyspieler. Er wurde 2017 mit der englischen Nationalmannschaft Europameisterschaftsdritter und 2023 Europameisterschaftszweiter.

## Sportliche Karriere
Ward nahm 2014 an der Halleneuropameisterschaft in Wien teil, die englische Mannschaft wurde dort Achte und Letzte. Sam Ward war mit neun Toren erfolgreichster Torschütze seiner Mannschaft. Im Freien spielte Ward 2015 bei der Europameisterschaft in London. Die englische Mannschaft unterlag im Halbfinale der deutschen Mannschaft im Shootout, das Spiel um den dritten Platz verloren die Engländer gegen die Iren. Ward war in allen fünf Spielen dabei und erzielte ein Tor. An den Olympischen Spielen 2016 in Rio de Janeiro nahm Ward mit der britischen Nationalmannschaft teil. Mit einem fünften Platz in ihrer Vorrundengruppe schieden die Briten nach fünf Spielen aus. Ward erzielte drei Tore, darunter das britische Tor beim 1:1 gegen die spanische Mannschaft.
Bei der Europameisterschaft 2017 in Amsterdam unterlagen die Engländer im Halbfinale den Niederländern mit 1:3. Im Spiel um den dritten Platz bezwangen sie die Deutschen mit 4:2. Ward schoss drei Tore in der Vorrunde. Im April 2018 bei den Commonwealth Games in Gold Coast war Ward mit neun Toren der erfolgreichste Torschütze des Turniers. Nach einer Halbfinalniederlage gegen die Australier besiegten die Engländer im Spiel um den dritten Platz die indische Mannschaft mit 2:1. Ward erzielte beide Treffer gegen Indien.
Im Jahr darauf bei der Europameisterschaft 2019 in Antwerpen erreichten die Engländer lediglich die Platzierungsspiele und wurden Fünfte. Ward erzielte vier Turniertore. Zwei Jahre später bei der Europameisterschaft in Amstelveen war Ward mit sechs Toren gemeinsam mit dem Belgier Tom Boon Torschützenkönig. Im Halbfinale verloren die Engländer gegen die Deutschen, im Spiel um den dritten Platz gewannen die Belgier. Bei den Olympischen Spielen in Tokio schied die britische Mannschaft im Viertelfinale gegen Indien aus. Ward erzielte fünf Turniertore.
Bei den Commonwealth Games 2022 in Birmingham verloren die Engländer im Halbfinale gegen die Australier und sicherten sich den dritten Platz mit einem Sieg über Südafrika. Ein halbes Jahr später belegten die Engländer bei der Weltmeisterschaft 2023 in Bhubaneswar den fünften Platz. Im August 2023 bei der Europameisterschaft in Mönchengladbach gewannen die Engländer im Halbfinale im Shootout über die Deutschen. Im Endspiel unterlagen sie mit 1:2 gegen die Niederländer. Bei den Olympischen Spielen 2024 in Paris schieden die Briten im Viertelfinale gegen die indische Mannschaft im Shootout aus. Ward war in allen sechs Spielen dabei, erzielte aber keinen Treffer.